# Cutxef
Un cutxef, plana, cotell o passapertuti és una eina emprada per treballar la fusta, que consisteix en una fulla allargada d'acer amb un mànec a cada cap. Serveix per rebaixar superfícies o per treure l'escorça d'un tronc.

## Forma
El cutxef consisteix en una fulla allargada d'acer amb un sol bisell. Pot ser recta o lleugerament corbada. De llarg, la fulla pot ser d'uns 6 centímetres fins a 30 o més. A cada cap de la fulla hi ha un mànec, sovint de fusta, alineat amb la fulla o col·locat lleugerament més avall.

## Ús
Amb la peça a treballar ben fixa i en posició més o menys horitzontal, hom pren un mànec del cutxef a cada mà, i rebaixa la fusta estirant l'eina cap a un mateix perquè talli tires llargues i primes. Segons l'angle del tall respecte a la fusta, les tires seran més o menys gruixudes.

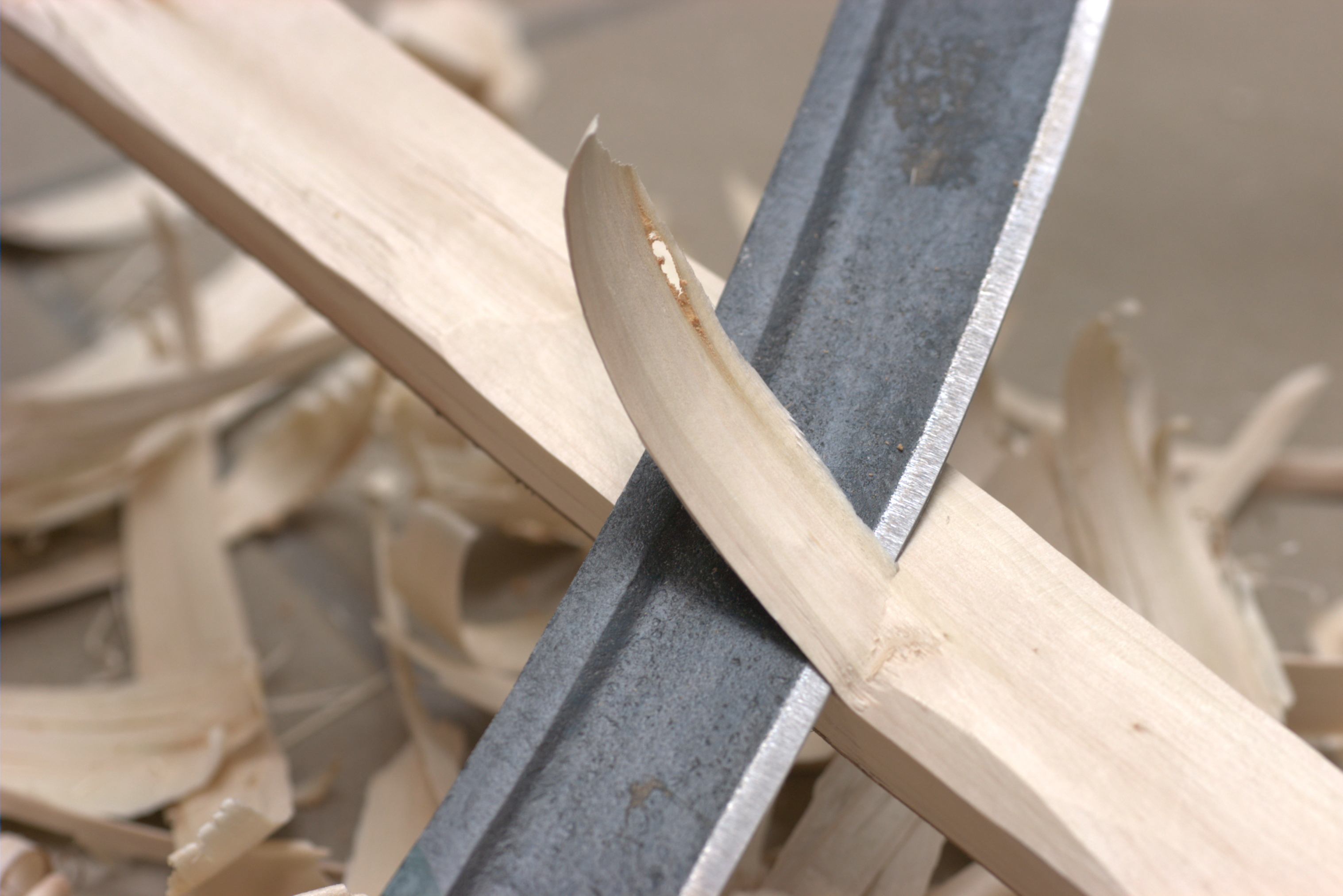
Detall d'un cutxef tallant fusta
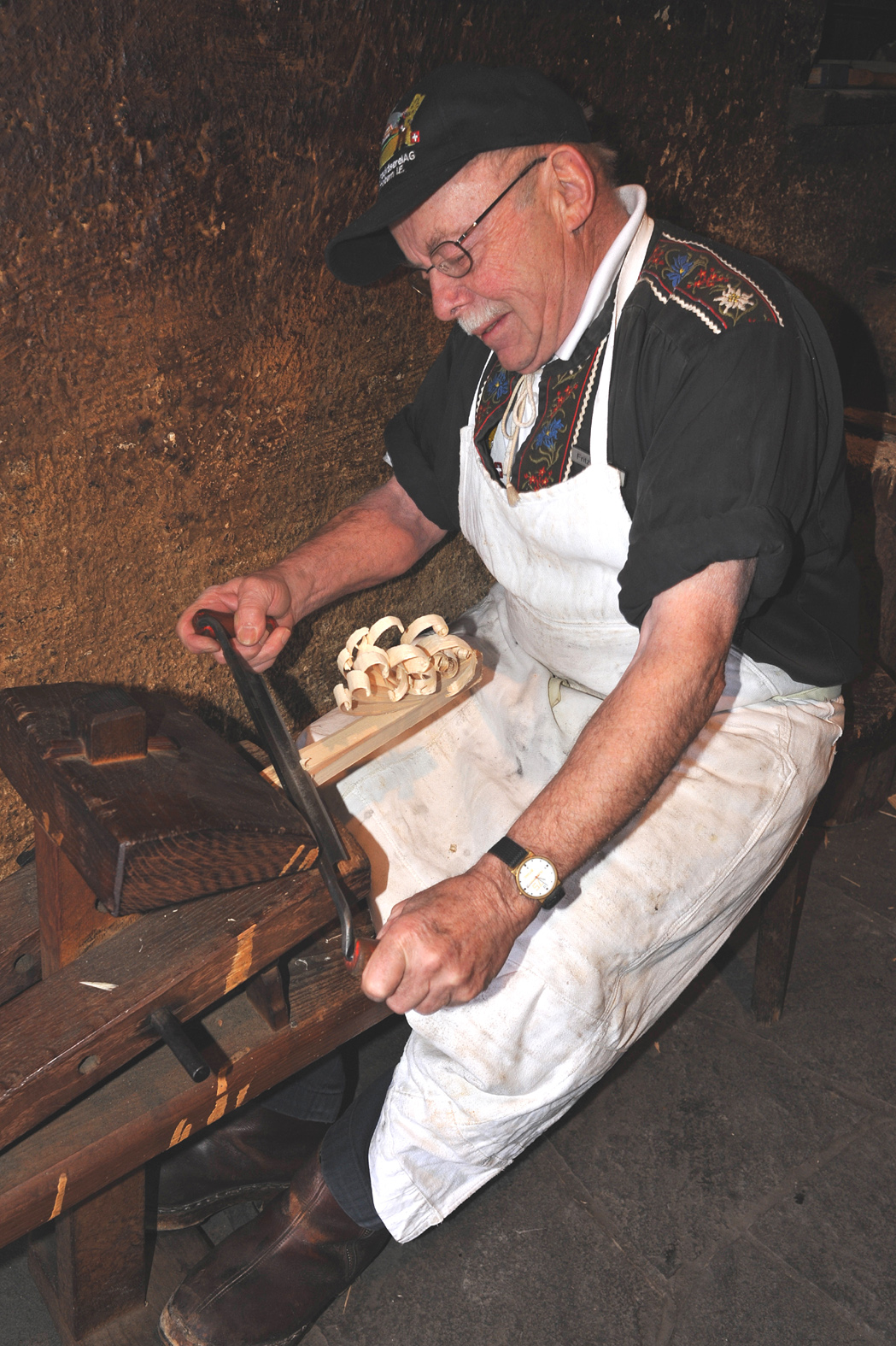
Un home treballant amb un cutxef

Si es talla amb el bisell cap amunt, talla tires més gruixudes, però l'eina és més difícil de controlar i és fàcil que s'enfonsi en la fusta més del compte. Si es talla amb el bisell cap avall, talla tires més fines i és més fàcil de controlar, però desgasta més el tall, i l'eina s'ha d'afinar tot sovint.
És una eina efectiva per treure l'escorça d'un tronc o per desbastar les peces abans de col·locar-les al torn. També era molt emprat pels boters per donar forma a les dogues de les bótes.